# Bi Sidi Souleymane

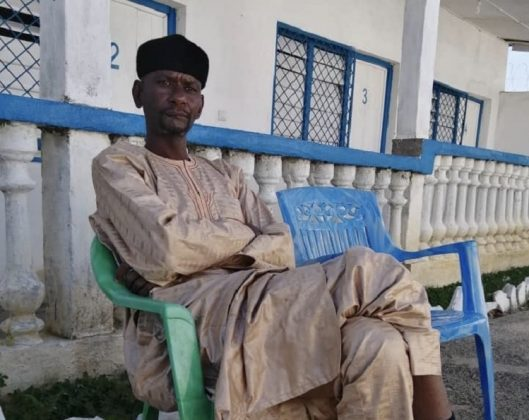

Bi Sidi Souleymane (20 de julho de 1962 - 25 de março de 2021), também conhecido como Sidiki Abass, foi um líder do grupo miliciano Retorno, Reclamação e Reabilitação (3R) baseado na República Centro-Africana. O grupo matou, torturou, estuprou e deslocou à força milhares de pessoas desde 2015, e o próprio Souleymane também participava diretamente da tortura. Em 21 de maio de 2019, na província de Ouham-Pendé, no noroeste da República Centro-Africana, o 3R assassinou pelo menos 46 civis desarmados.
Em 7 de agosto de 2020, Souleymane foi sancionado pelo governo dos Estados Unidos sob a Ordem Executiva 13667 e listado na Lista de Cidadãos Especialmente Designados e Pessoas Bloqueadas.
Em 2 de abril de 2021, um comunicado do 3R revelou que Souleymane havia morrido em 25 de março, devido aos ferimentos sofridos durante um ataque na cidade de Bossembélé em novembro de 2020.